# بورصة الصومال
البورصة الصومالية ، والمعروفة أيضًا باسم سوق الصومال للأوراق المالية ، هي البورصة الوطنية للصومال.

## نظرة عامة
تأسست بورصة الصومال في عام 2011. تم تأسيسها لجذب الاستثمار من كل من الشركات المملوكة للصوماليين والشركات العالمية من أجل تسريع عملية إعادة الإعمار الجارية بعد الصراع في الصومال.
في أغسطس 2011 ، وقعت مذكرة تفاهم مع بورصة نيروبي للأوراق المالية لمساعدتها في التطوير التقني. تتضمن الاتفاقية تحديد الخبرة والدعم المناسبين. كما يتم تصور سندات الصكوك المتوافقة مع الشريعة الإسلامية والأسهم الحلال كجزء من الصفقة مع تطور سوق الأسهم الناشئة في الصومال.
اعتبارا من شهر نوفمبر عام 2014، أنشأت الصومال بورصة المكاتب الإدارية في مقديشو ، هرجيسا ، غاروي ،  كيسمايو ، وغيرها من المراكز الحضرية في الصومال. كما أن لديها مكتبًا في الخارج في نيروبي ، حيث يتم تدريب سماسرة البورصة والموظفين الصوماليين المؤهلين.
وفقًا لإدارة البورصة الصومالية ، من المقرر افتتاح البورصة رسميًا في عام 2015. في البداية ، من المتوقع أن تقوم سبع شركات مملوكة للصوماليين من قطاعات الخدمات المالية والاتصالات والنقل بإدراج أسهمها فيها للاستثمار العالمي المحتمل.